# Comuna Krușari, Dobrici
Krușari este o comună în regiunea Dobrici din Bulgaria. Cuprinde un număr de 19 localități.  Reședința sa este satul Krușari.

## Demografie
Componența etnică a comunei Krușari
     Turci (33,27%)
     Nicio identificare (23,2%)
     Romi (9,52%)
     Bulgari (33,82%)
     Altele (0,17%)
La recensământul din 2011, populația comunei Krușari era de 4.547 locuitori. Nu există o etnie majoritară, locuitorii fiind bulgari (33,82%), turci (33,27%) și romi (9,52%). Pentru 23,2% din locuitori nu este cunoscută apartenența etnică.